# カリニコス・クレアンガ
カリニコス・クレアンガ（Kalinikos Kreanga, 1972年3月8日- ）は、ギリシャの卓球選手。

## 略歴
ルーマニア・ビストリツァ出身。当時の名前は カリン・クレアンガ（Călin Creangă）。7歳から卓球を始め、ジュニア時代からルーマニア代表として活躍した。しかし、当時のニコラエ・チャウシェスク政権下では卓球を続けることが困難であると感じたことから、16歳の時に、ヨーロッパユース卓球選手権大会の期間中に会場を抜け出して、ギリシャへと亡命。この時に「カリン」から「カリニコス」へ改名した。
1989年からシニアの国際大会に出場、世界のトップで活躍している。2003年の世界選手権パリ大会では、男子シングルスで3位に入賞した。
2008年の北京オリンピックでは水谷隼と3回戦で対戦し、4-1で勝利している。
2013年のヨーロッパ卓球選手権でもギリシャ代表の一員としてプレーし、ドイツに敗れたものの準優勝している。

## プレースタイル
身長168cmの小柄な体格ながら、フルスイングによる豪快な両ハンド攻撃を持ち味とするため、「小さなヘラクレス」と呼ばれる。
あまりに強いインパクトのために、使用していたラバーの表面がボールとの摩擦で切れて裂けるほどである。
また、サービスのフォームが独特で、且つ巧妙である。
普段は中陣に下がって両ハンドをブンブン振り回すスタイルなので見せる事は少ないが、前陣でのブロックもなかなか巧み。

## 主な戦績
- 1988年
  - ヨーロッパ選手権パリ大会 混合ダブルス ベスト4（オティリア・バデスクと）
- 1991年
  - 第41回世界選手権千葉大会 混合ダブルス3位
- 1992年
  - 男子ワールドカップ（ホーチミン） 4位
  - ヨーロッパ選手権シュトゥットガルト大会 混合ダブルス優勝（オティリア・バデスクと）
- 1994年
  - ヨーロッパ選手権バーミンガム大会 男子ダブルス優勝（ゾラン・カリニッチと）、混合ダブルス準優勝（オティリア・バデスクと）
- 1996年
  - ヨーロッパ選手権ブラチスラヴァ大会 男子ダブルス ベスト4（ゾラン・カリニッチと）、混合ダブルス準優勝（オティリア・バデスクと）
- 1998年
  - ヨーロッパ選手権アイントホーフェン大会 男子ダブルス準優勝（イリヤ・ルプレスクと）
- 1999年
  - ヨーロッパトップ12 ベスト4
- 2000年
  - ヨーロッパ選手権ブレーメン大会 男子ダブルス準優勝（イリヤ・ルプレスクと）
- 2002年
  - ITTFプロツアー・グランドファイナル（2002 ストックホルム） 男子シングルス準優勝
  - ヨーロッパ選手権ザグレブ大会 男子シングルス準優勝
- 2003年
  - 第47回世界選手権パリ大会 男子シングルス3位
  - 男子ワールドカップ（江陰） 準優勝
- 2004年
  - 男子ワールドカップ（杭州） 準優勝
- 2005年
  - ヨーロッパ選手権オーフス大会 男子シングルス ベスト4、男子ダブルス準優勝（ブラディミル・サムソノフと）
- 2007年
  - ヨーロッパトップ12 準優勝
- 2008年
  - 男子ワールドカップ（リエージュ） 4位
- 2009年
  - ヨーロッパトップ12 ベスト4
- 2010年
  - ヨーロッパトップ12 ベスト4
- 2011年
  - ヨーロッパトップ12 優勝